# TS1 (エンジン)
TS1は、防衛省の技術研究本部が1996年8月に初飛行したOH-1観測ヘリコプター用として開発したターボシャフトエンジンでエンジンのコア部分には88式地対艦誘導弾のものをベースにしている。1992年の機体の開発計画に先行してエンジンの開発が行われていた。開発・製造の主契約者は三菱重工業。
OH-1観測ヘリコプターに2基搭載される。1段圧縮機と1段出力タービンで構成され、出力は884軸馬力（shp）、圧力比は11である。圧縮機として遠心式のものを1段のみを使用しているのが特徴で、これにより小型かつFOD(=Foreign Object Damage:エンジンへの異物吸引による損傷)に強く、安定作動範囲が広いエンジンを実現した。
三菱重工業は同時期に民間航空機MH2000用のターボシャフトエンジンMG5-110を開発している。

## 型式

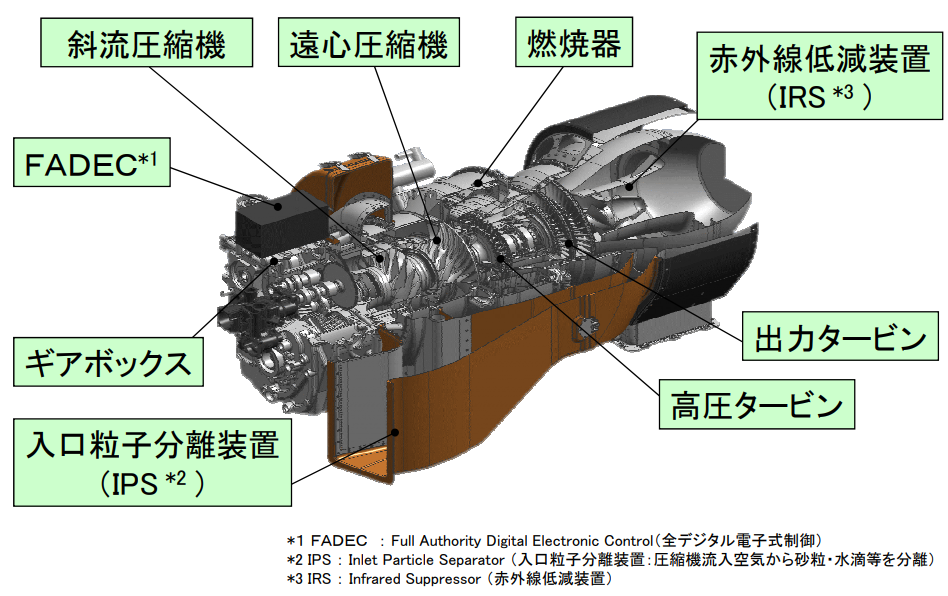
XTS2の構想図

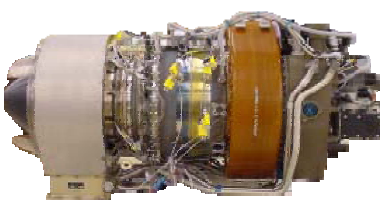
TS1-M-10
基本型。

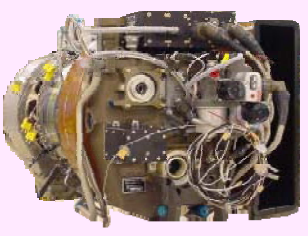
TS1-M-10A
改良型。技術研究本部で2001年（平成13年）度から2007年（平成19年）度まで行われた｢観測ヘリコプター（OH-1）のフォローアップ｣において実施された圧縮機、高圧タービン、出力タービンの改良により、耐久性と燃料消費率を向上しつつ運用コストを低減した。
TS1-M-10Aは2009年（平成21年）度以降に新造契約したOH-1に搭載され、2010年度以降は既存機にもオーバーホールの際に搭載が行われる予定である。
XTS2

当初予定されていたOH-1ベースの次期多用途ヘリコプター向けの出力増強型。2006年（平成18年）度から「ヘリコプター用エンジンの研究」として開発が行われ、2008年（平成20年）度から性能確認試験を実施、2014年（平成26年）6月に開発を完了した。
XTS2はTS1を基に圧縮機と出力タービンの2段化、高圧タービンの冷却性能向上などによる燃焼器出口温度の高温化によってTS1と比較して出力が約45%向上し、約1300shpとなっている。また、ライフサイクルコストの低減や整備性を向上させるため、TS1との部品共通化や燃費の向上が行われており、新規部品は15%ほどでそのほかは共通部品35%、スケールアップ部品50％程で構成されている。そのほか、入口異物分離装置や赤外線放射低減装置も導入されている。

## 仕様
|                        | TS1-M-10      | TS1-M-10A | XTS2          |
| ---------------------- | ------------- | --------- | ------------- |
| 出力（shp）            | 884           | 990       | 1,226         |
| 出力（kW）             | 659           | 738       | 914           |
| タービン入り口温度(℃)  | 1,170         | 1,145     | 1,250         |
| 燃料消費率（kg/kW/hr） | 約0.32        | -         | 約0.30        |
| 重量（kg）             | 152           | 155.6     | 約190         |
| 定期修理間隔（hr）     | 1,500         | 2,000     | -             |
| 寸法（mm）             | 600×1,300×600 | 同        | 700×1,500×700 |